# SGHWR
Steam Generating Heavy Water Reactor (SGHWR) är en tryckreaktor, tungvattenmodererad, lättvattenkyld kärnreaktor. SGHWR är i princip samma som en kokvattenreaktor (BWR) men den använder tungt vatten som moderator och vanligt vatten som kylmedel. Designen liknar CANDU-reaktorerna, som använder tryckrör och separerar kylmedlet och moderatorn. Gentilly-1 CANDU-BWR prototypen var av en reaktor av denna typ.
Det finns bara ett begränsat antal reaktorer av denna design, den största låg i Winfrith i Dorset, Storbritannien. Det var en 1000 MW reaktor som togs ur drift 1990 efter 23 års drift efter att ha nått slutet på sin designade livstid. Den ägdes av United Kingdom Atomic Energy Authority.